# Mandola

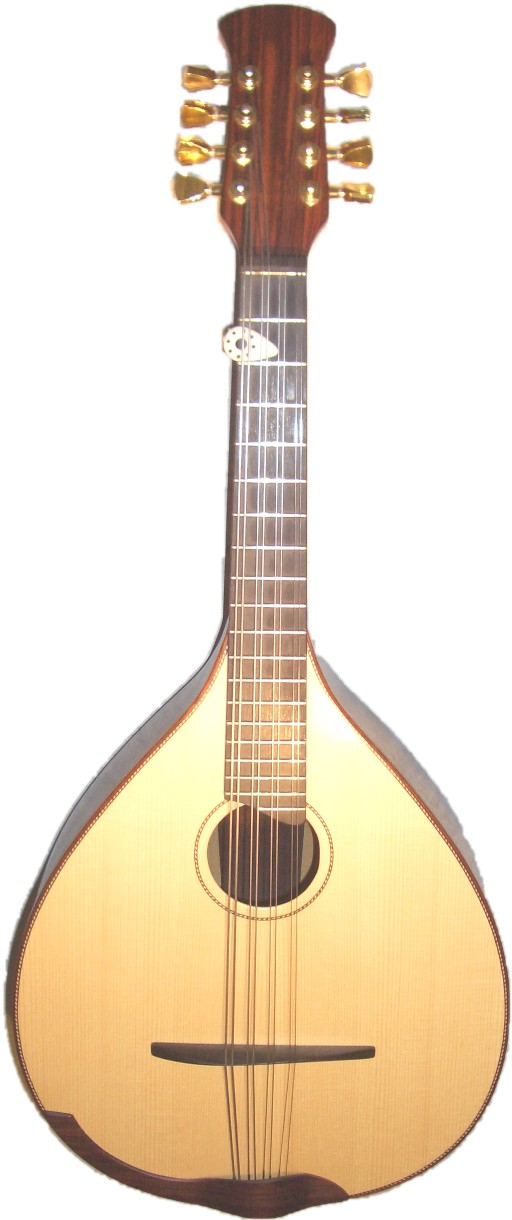
Mandola

Mandola é um instrumento musical de cordas tocado com o auxílio de uma palheta; pertence à família do alaúde. Descendente do oud árabe, chegou à Europa durante a Idade Média. 